# Charles-Henri Tremblay
Pour les articles homonymes, voir Tremblay.
Charles-Henri Tremblay, né le 14 mars 1919 à Jonquière et mort le 31 mars 1982 à Montréal, est un homme politique québécois.
Député de Sainte-Marie à l'Assemblée nationale du Québec de 1970 à 1973, il est l'un des sept premiers députés du Parti québécois, élus lors des élections générales québécoises de 1970.

## Biographie
Né à Jonquière le 14 mars 1919, Charles-Henri Tremblay est le fils d'Anthime Tremblay, cultivateur, et de Régina Desgagné. Il travaille à Hydro-Québec, dans l'armée canadienne et pour le Syndicat canadien de la fonction publique avant de se lancer en politique. 
Membre de l'exécutif du Parti québécois de Mercier et ensuite de Sainte-Marie, il se présente dans cette dernière circonscription lors des élections provinciales de 1970. Il est élu député péquiste à l'Assemblée nationale du Québec. Il est par la suite défait par le libéral Jean-Claude Malépart lors des élections de 1973. Lors des élections de 1976, il tente sans succès de se faire élire dans la circonscriptions de Saint-Hyacinthe, battu par le candidat unioniste Fabien Cordeau.
Commissaire à la Commission des normes du travail, Charles-Henri Tremblay meurt en fonction le 31 mars 1982 à Montréal. Il est inhumé dans le cimetière de l'Est à Montréal, le 5 avril 1982.